# Хоменко Олексій Миколайович
Олексій Миколайович Хоменко (нар. 10 серпня 1981, м. Полтава) — український юрист. Кавалер ордена «За заслуги» III ступеня (2022).

## Життєпис
Олексій Хоменко народився 10 серпня 1981 року в місті Полтаві.
Закінчив Національну юридичну академію України імені Ярослава Мудрого (2003, спеціальність — правознавство).
Працював помічником, старшим помічником, заступником військового прокурора гарнізону, прокурором відділу, начальником відділу в органах військової прокуратури Центрального регіону України (2003—2012), начальником відділу захисту прав і свобод громадян та інтересів держави прокуратури Центрального регіону України з нагляду за додержанням законів у воєнній сфері (2012), заступником начальника відділу захисту прав і свобод громадян та інтересів держави управління правозахисної і представницької діяльності Головного управління нагляду за додержанням законів у воєнній сфері Генеральної прокуратури України (2012—2014), заступником прокурора Центрального регіону України з нагляду за додержанням законів у воєнній сфері (2014), заступником військового прокурора Центрального регіону України (2014—2020), керівником Спеціалізованої прокуратури у військовій та оборонній сфері Центрального регіону (2020), керівником Київської обласної прокуратури (2020—2022); заступником (2022—2023) Генерального прокурора України.
З 26 січня 2023 року — перший заступник Генерального прокурора.
З 31 жовтня 2024 року, після звільнення Андрія Костіна, Хоменко став в.о. Генерального прокурора до призначення нового керівника на цю посаду. Виконував обов'язки до 17 червня 2025 року, коли Генеральним прокурором було призначено Руслана Кравченка.

## Нагороди
- орден «За заслуги» III ступеня (23 серпня 2022) — за значні заслуги у зміцненні української державності, мужність і самовідданість, виявлені у захисті суверенітету та територіальної цілісності України, вагомий особистий внесок у розвиток різних сфер суспільного життя, відстоювання національних інтересів нашої держави, сумлінне виконання професійного обов'язку[4];
- нагрудний знак «Почесний працівник прокуратури України».